# Solo le montagne non si incontrano mai. Storia di Murayo e dei suoi due padri
Solo le montagne non si incontrano mai. Storia di Murayo e dei suoi due padri è un romanzo autobiografico di Laura Boldrini che narra una storia ambientata nella Somalia degli anni Novanta.

## Trama
Il libro racconta la vicenda di Murayo, una bambina somala affetta da una grave malattia. La guerra civile di Somalia del 1991 fa precipitare il paese africano nel caos e frana addosso a Mahad, il padre di Murayo, che come molti altri milioni di somali perde ogni cosa e si trova costretto a darsi alla fuga per salvare sé stesso e la famiglia. Murayo soffre di tubercolosi intestinale ma il padre nel 1994 riesce a portarla nell'ospedale militare italiano di Johar dove Mahad la lascia affinché possa essere adeguatamente curata. Durante la degenza della piccola riesce raramente a farle visita. Mahad è incerto: vorrebbe portare via la piccola ma un medico militare lo sconsiglia. Il rischio che la bambina muoia è troppo elevato. Il padre lascia a Murayo due foto scattate in corsia. Poi si dilegua.
Con il trascorrere del tempo la piccola Murayo conquista i cuori dei militari dell'accampamento e ne diviene ben presto la mascotte. Viene però il momento del ritiro del contingente e il militare cui è stato assegnato il compito di accompagnare Murayo all'orfanotrofio di Mogadiscio non riesce ad abbandonare la piccola e, volendole bene, decide di portarla con sé in Sicilia.
Una volta nell'isola la bambina diviene il centro dell'amore della sua nuova famiglia adottiva e per anni non riceve più alcuna notizia dei suoi affetti in Somalia formandosi la convinzione che ogni suo legame con il paese d'origine sia ormai andato perduto.
Incredibilmente, a quattordici anni di distanza, una puntata della trasmissione televisiva Chi l'ha visto? scompiglia ogni convinzione della piccola: le telecamere mostrano infatti un signore somalo, con il tradizionale pareo legato in vita, rifugiato in un campo profughi del Kenya, che agita la foto di una bambina e chiede che la piccola si metta in contatto con lui.
È il padre naturale di Murayo, e racconta che di ritorno dalla visita in ospedale alla figlia è stato coinvolto in un incidente e portato in un altro ospedale. Il ritiro delle truppe Onu gli ha impedito di tornare in tempo a riprendersi Murayo. Poi la paura di perdere anche l'altra figlia lo ha costretto a camminare senza sosta fino a Dadaab, in Kenya, un grande campo rifugiati gestito dall'Alto Commissariato delle Nazioni Unite per i profughi.
Dal campo, per anni, il padre somalo scrive all'ONU, alla Croce Rossa, a qualsiasi autorità faccia visita al campo per far presente la sua storia e cercare di trovare Murayo.
Solo le montagne non si incontrano mai è un romanzo che si basa su un'incredibile storia vera che ha coinvolto in prima persona l'autrice, per anni impegnata nella difesa dei diritti di immigrati e profughi, ed ai tempi della vicenda portavoce Onu per i rifugiati.
Il libro, in ultima analisi, racconta con grande empatia e partecipazione emotiva come una perdita può divenire la base di una conquista e miglioramento. Nella realtà infatti oggi Murayo, dopo essere stata incoraggiata nel percorso di ricerca dalla sua nuova famiglia siciliana, non è più divisa tra padre naturale ed adottivo, ma unita ad entrambi.

## Edizioni
- Laura Boldrini, Solo le montagne non si incontrano mai. Storia di Murayo e dei suoi due padri, Saggi, Milano, Rizzoli, 2013,  pp. 177, ISBN 978-88-17-06364-7.